# Vasujyesta
Vasujyesta ou Vasujyeshtha foi o terceiro imperador do Império Sunga, dinastia que se estendeu num período de tempo entre o ano de 185 a.C. e o ano 73 a.C. Governou entre o ano 141 a.C. e o ano 131 a.C. Foi antecedido no trono por Agnimitra e sucedido por Vasumitra.